# Fournier variable
Furnarius leucopus
Espèce
Statut de conservation UICN

 LC  : Préoccupation mineure
Le Fournier variable (Furnarius leucopus) est une espèce de passereaux de la famille des Furnariidae.

## Description
Cet oiseau mesure de 16,5 à 19 cm de longueur.

## Distribution
Son aire s'étend flexueusement à travers la moitié nord de l'Amérique du Sud.

## Habitat
Ils habitent des lieux où prédominent l'herbe ou les arbustes; dans les zones semi-arides ils sont plus fréquents le long des cours d'eau. Leurs habitudes sont terrestres et ils se nourrissent d'insectes et de larves ou de vers. On en trouve jusqu'à une altitude de 800 mètres. Ils vivent en solitaire ou en couples. Ces couples ne se séparent jamais.
Comme tous les oiseaux du genre Furnarius, ils construisent un nid de boue en forme de four. La nichée consiste en deux œufs.

## Appellations
En espagnol, il est souvent appelé simplement Albañil. En portugais, on le dénomme Casaca de couro amarelo. En anglais il est connu comme étant le Pale legged Hornero.